# Gonomyia tetrastyla
Gonomyia tetrastyla är en tvåvingeart som beskrevs av Alexander 1950. Gonomyia tetrastyla ingår i släktet Gonomyia och familjen småharkrankar. Inga underarter finns listade i Catalogue of Life.